# 2. marec
2. marec je 61. dan leta (62. v prestopnih letih) v gregorijanskem koledarju. Ostajajo še 304 dnevi.

## Dogodki
- 624 – bitka pri Badru
- 1796 – Napoleon postane vrhovni poveljnik francoske armade v Italiji
- 1836 – Teksas razglasi neodvisnost od Mehike
- 1917 – Nikolaj II. se pod prisilo odpove ruskemu prestolu
- 1919:
  - začetek delovanja tretje internacionale - kominterne
  - avstrijski zunanji minister Otto Bauer podpiše tajno pogodbo o priključitvi Avstrije Nemčiji
- 1921 – začetek stavke labinskih rudarjev in razglasitev Labinske republike
- 1939 – izvoljen papež Pij XII.
- 1941:
  - začetek britanskih komadoških akcij na Norveškem
  - Wehrmacht sporazumno vkoraka v Bolgarijo
- 1945 – iz divizij 8. korpusa ustanovljena 4. armada
- 1956 – Maroko postane neodvisna država
- 1969 – prvi polet Concorda
- 1973 – v Parizu podpisan dokument o miru v Vietnamu
- 1978 – rodezijski premier Ian Smith doseže sporazum s črnskimi voditelji o oblikovanju prehodne vlade
- 1998 – Galileo odkrije zaloge vode na Jupitrovi luni Evropa
- 2002 – Jolanda Čeplak postavi svetovni dvoranski rekord v teku na 800 m (čas: 1:55,82 min)

## Rojstva
- 1242 – Izabela Francoska, navarska kraljica († 1271)
- 1316 – Robert II., škotski kralj († 1390)
- 1459 – papež Hadrijan VI. († 1523)
- 1481 – Franz von Sickingen, nemški vitez, verski reformator († 1523)
- 1716 – Ito Džakuču, japonski slikar († 1800)
- 1734 – Juraj Maljevec, hrvaški (kajkavski) pisatelj († 1812)
- 1770 – Louis Gabriel Suchet, francoski maršal, plemič († 1826)
- 1793 – Samuel Houston, teksaški (ameriški) politik († 1863)
- 1810 – Gioacchino Pecci - Leon XIII., papež italijanskega rodu († 1903)
- 1820 – Eduard Douwes Dekker - Multatuli, nizozemski pisatelj († 1887)
- 1824 – Bedřich Smetana, češki skladatelj († 1884)
- 1836 – Theodor Nöldeke, nemški orientalist († 1930)
- 1876 – Pij XII., papež italijanskega rodu († 1958)
- 1878 – Wander Johannes de Haas, nizozemski fizik in matematik († 1960)
- 1880 – Ivar Kreuger, švedski finančnik († 1932)
- 1890 – Joža Lovrenčič, slovenski pesnik, pisatelj († 1952)
- 1900 – Kurt Weill, nemško-ameriški skladatelj († 1950)
- 1908 – Walter Bruch, nemški inženir († 1990)
- 1925 – Jurij Levičnik, slovenski gospodarstvenik († 1989)
- 1931 – Mihail Sergejevič Gorbačov, ruski politik
- 1937 – Abdelaziz Bouteflika, alžirski politik
- 1942 – Lou Reed, ameriški glasbenik († 2013)
- 1947 – Jurij Vladimirovič Matijasevič, ruski matematik in računalnikar
- 1948 – Andrej Dimitrijevič Linde, rusko-ameriški fizik, kozmolog
- 1962 – Jon Bon Jovi, ameriški glasbenik in igralec
- 1962 – Gabriele Tarquini, italijanski avtomobilistični dirkač
- 1968 – Daniel Craig, britanski filmski igralec
- 1973 – Dejan Bodiroga, srbski košarkar
- 1977 – Chris Martin, angleški glasbenik
- 1981 – Bryce Dallas Howard, ameriška filmska in televizijska igralka
- 1989 – Marcel Hirscher, avstrijski alpski smučar

## Smrti
- 1009 – Mokdžong, korejski kralj dinastije Gorjeo (* 980)
- 1121 – Florijan II., holandski grof
- 1127 – Karel I., flandrijski grof (* 1083)
- 1282 – Neža Praška, princesa, opatinja, svetnica (* 1211)
- 1316 – Marjorie Bruce, škotska princesa (* 1296)
- 1333 – Vladislav I. Dolgokomolčni, poljski kralj (* 1261)
- 1341 – Marta Danska, švedska kraljica (* 1277)
- 1729 – Francesco Bianchini, italijanski astronom, fizik, anatom, botanik, filozof, teolog, orientalist, historiograf, arheolog (* 1662)
- 1758 – Johann Baptist Zimmermann, nemški štukater, slikar (* 1680)
- 1791 – John Wesley, angleški metodistični pridigar (* 1703)
- 1840 – Heinrich Wilhelm Mathias Olbers, nemški astronom, zdravnik, fizik (* 1758)
- 1852 – Auguste Frédéric Louis Viesse de Marmont, francoski maršal, guverner Ilirskih provinc (* 1774)
- 1855 – Nikolaj I., ruski car (* 1796)
- 1930 – David Herbert Lawrence, angleški pisatelj (* 1885)
- 1939 – Howard Carter, britanski arheolog (* 1874)
- 1969 – Alfredo Niceforo, italijanski sociolog, kriminolog, statistik (* 1876)
- 1978 – Drago Leskovšek, slovenski gradbeni inženir (* 1888)
- 2003 – Hank Ballard, ameriški pevec (* 1936)
- 2020 – Ulay, nemški umetnik (*1943)

## Prazniki in obredi
- Etiopija – Dan zmage pri Adowi